# Parc Carol I
El Parc Carol I (en romanès: Parcul Carol) és un parc públic de Bucarest, Romania, que porta el nom del rei Carol I de Romania. Es tracta d'un jardí francès situat a la zona central-sud de Bucarest, en part al turó Filaret, que originàriament era capaç d'acollir diverses exposicions i que va sofrir modificacions considerables durant el règim comunista, incloent-hi un canvi de nom a Parcul Libertății (Parc de la Llibertat).
El parc està catalogat oficialment com a monument històric des de 2004. L'administració del parc corre a càrrec principalment de l'Ajuntament de Bucarest, mentre que els monuments estan a càrrec del Ministeri de Cultura i Afers Religiosos.

## Història
El parc va ser dissenyat pel paisatgista francès Édouard Redont any 1900 al turó Filaret, sota la supervisió de Constantin Istrati, llavors president de l'Acadèmia Romanesa. Va ser inaugurat l'any 1906, en el 40è aniversari de la coronació del rei Carol I. El parc tenia una superfície inicial de 36 hectàrees, incloent-hi els 20.000 m² del llac Filaret. Va acollir l'Exposició de Bucarest de 1906 i va incloure molts pavellons i edificis, dels quals només sobreviuen el Museu Tècnic i les Arenes romanes a l'aire lliure.
El parc va contenir busts de Ioan Lahovari i Constantin Istrati, però aquests van ser substituïts després de 1948 per busts de George Coşbuc, Alexandru Sahia, Nicolae Bălcescu (aquests tres de Constantin Baraschi) i el "poeta sabater" Theodor Neculuță (per E. Mereanu), que romanen avui.
La Tomba del Soldat Desconegut, inaugurada el 1923 en memòria dels soldats romanesos caiguts a la Primera Guerra Mundial, va ser desmuntada i traslladada el 1958 a Mărășești, sent substituïda per un Mausoleu dels Herois Comunistes (vegeu més avall). L'any 1991 va ser retornat al parc, per ser traslladat de nou l'any 2007, més a prop del seu emplaçament original.

## Llocs d'interès
A part de la seva bella vegetació i vistes panoràmiques, el parc també inclou diversos monuments, com ara un Mausoleu, la Font Cantacuzino (construïda el 1870), una altra font Fântâna Minelor și Carierelor (1906), les Estàtues dels Gegants, la Font del Zodíac (1934), el Museu de la Tècnica (inaugurat per primera vegada el 1909), un monument en forma de petita mesquita construït el 1923 com a senyal de reconciliació. També al parc hi ha l'Arena Romana a l'aire lliure i l'Institut Astronòmic de l'Acadèmia Romanesa.

### Mausoleu
El Mausoleu del Parc Carol (Mausoleul din Parcul Carol), conegut durant el règim comunista com el "Monument dels herois per a la llibertat del poble i de la Pàtria, pel socialisme" (Monumentul eroilor luptei pentru libertatea poporului și a patriei, pentru socialisme), es troba en un altiplà. Antigament, va ser la seu del Palau de les Arts (Palatul Artelor) i més tard del Museu Militar (Muzeul Militar), amb la font davant d'aquest darrer museu.
El mausoleu es va construir en honor dels militants socialistes revolucionaris. Dissenyat pels arquitectes Horia Maicu i Nicolae Cucu, es va inaugurar el 30 de desembre de 1963, el 16è aniversari de la República Popular Romanesa.
La base és circular i revestida de granit negre. Per sobre s'alcen cinc arcs estrets coberts de granit vermell. A l'interior de la base hi ha una rotonda coberta de plaques de granit vermell; el sostre està decorat amb un mosaic daurat. Abans de la revolució romanesa de 1989, la rotonda contenia les criptes dels líders comunistes Petru Groza, Gheorghe Gheorghiu-Dej i Constantin Ion Parhon. Al semicercle al voltant de l'monument van ser criptes que contenen les restes d'un nombre de militants socialistes, com Ştefan Gheorghiu (sindicalista), Ion C. Frimu, Leontin Salajan, Alexandru Moghioroş, Lucreţiu Pătrăşcanu (després de la seva rehabilitació), Grigore Preoteasa, Ilie Pintilie i Constantin Dobrogeanu-Gherea. A la dreta del monument hi havia un hemicicle que contenia les urnes funeràries de militants comunistes, inclòs Gheorghe Vasilescu-Vasia, Constantin David, Ada Marinescu, Panait Mușoiu, Barbu Lăzăreanu, Simion Stoilow i Mihail Macavei.
Quan es va construir, una flama eterna va cremar en una terrassa superior prop del monument, en una àmfora de granit. Amb això es pretenia preservar la memòria d'aquells que havien lluitat en favor de la classe obrera.
L'any 1991, el mausoleu va adquirir una nova finalitat quan els comunistes van ser exhumats i enterrats en altres cementiris. Van ser substituïts per les restes de soldats caiguts a la Primera Guerra Mundial, portades del mausoleu de Mărășești. El mausoleu i el monument que hi ha al davant estaven dedicats al Soldat Desconegut. La rotonda roman tancada al públic, i hi ha guàrdies per evitar l'aproximació de visitants.
L'any 2005, es van destinar 1.970 milions de lei antics del pressupost de l'estat per reformar el monument, tot i que va ser eliminat de la llista de monuments històrics el 2004.

### Museu Tècnic Dimitrie Leonida
Primer museu tècnic interactiu del món.
Pont de formigó al parc Carol, Bucarest, dissenyat per G. Constantinescu i erigit el 1906.

### Estàtues de gegants
Les estàtues dels dos gegants (Statuile Giganții) flanquegen la passarel·la principal del parc prop de l'entrada de la plaça 11 de juny (Piața 11 iunie). De 3,5 m d'alçada i 50 m l'un de l'altre, formen una línia perpendicular a la passarel·la i representen dos joves nus. Un d'ells mostra un jove amb una mirada tensa. Té el cap inclinat, l'espatlla dreta torçada, es recolza a la mà esquerra, la dreta la guarda a l'esquena i les cames doblegades. A l'altra estàtua, un jove inclina el cap a l'espatlla esquerra, el seu tors està retorçat i es recolza a la mà esquerra, mentre que la dreta es troba a l'esquena.
Al principi les estàtues estaven situades davant del Palau de les Arts i de la cova artificial que hi ha al davant. La gruta s'anomenava "La gruta dels gegants" (Grota cu Giganți) o "La gruta encantada" (Grota fermecată) ja que estava vigilada pels dos gegants i una bella dorment (Frumoasa adormită). Les tres estàtues mostraven els personatges d'una llegenda on els bessons, enamorats de la mateixa dona, eren convertits en pedra a causa del seu amor no correspost, mentre que l'objecte del seu amor es convertia en una cascada. En aquell moment, els gegants es mostraven un davant l'altre, amb la bella dorment estirada al mig.
Filip Marin sculpted Sleeping beauty; Dimitrie Paciurea and Frederic Storck were responsible for the giants. The former was done in marble; the latter are in Rousse stone.

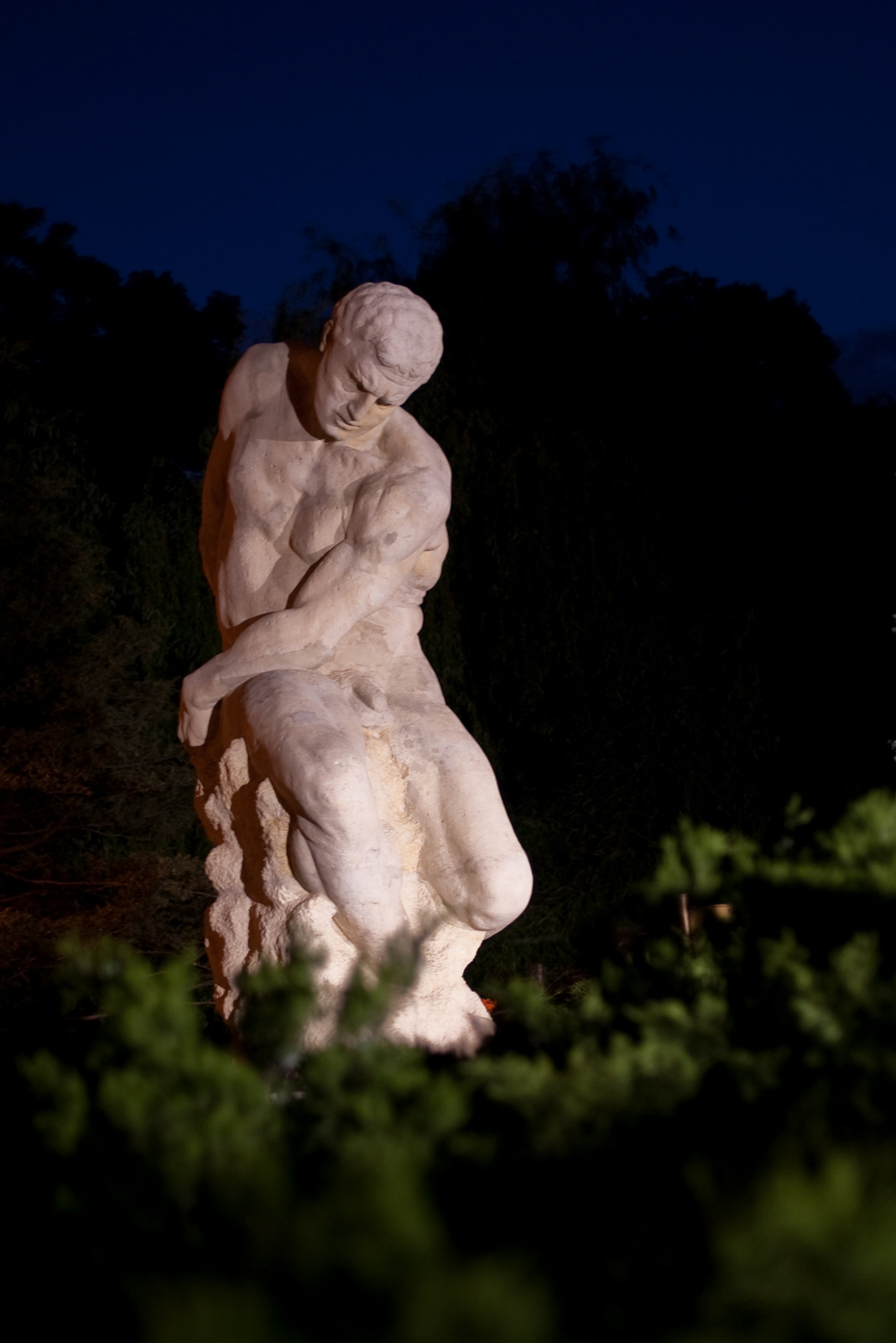
"Un gegant", estàtua de Dimitrie Paciurea
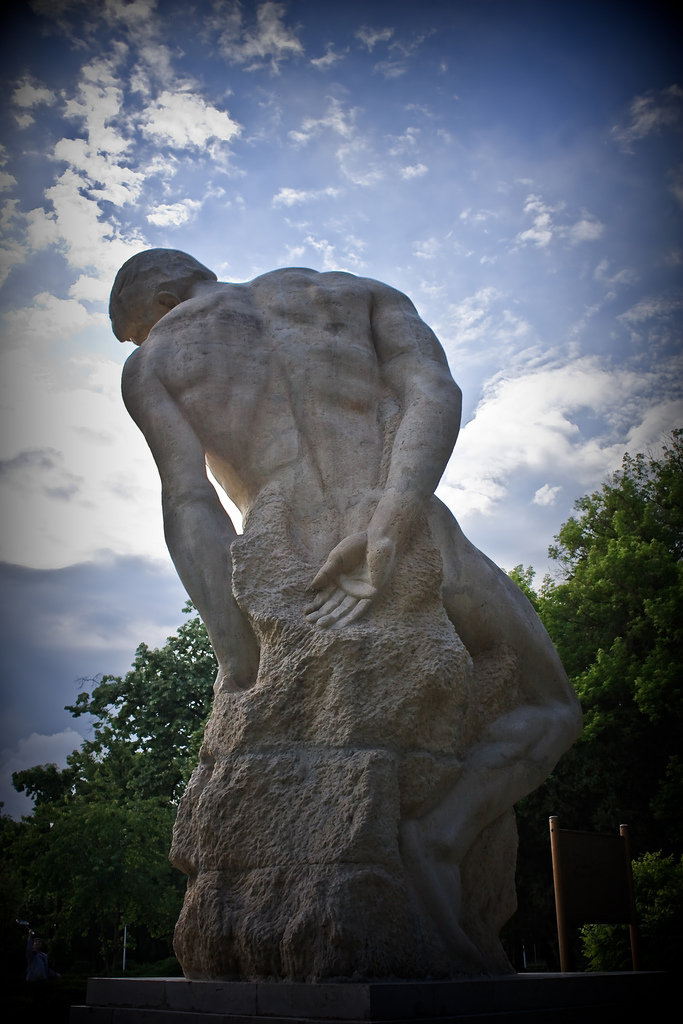
"Un gegant", estàtua de Frederic Storck

### Arenele Romane
L'Arena Romana, un teatre a l'aire lliure construït per l'arquitecte Leonida Negrescu i l'ing. Elie Radu, originalment estaven destinats a esdeveniments esportius i culturals. Després de la renovació el 1968, poden acollir cca. 5.000 espectadors, i actualment s'utilitzen com a espai per a concerts puntuals.

## Galeria

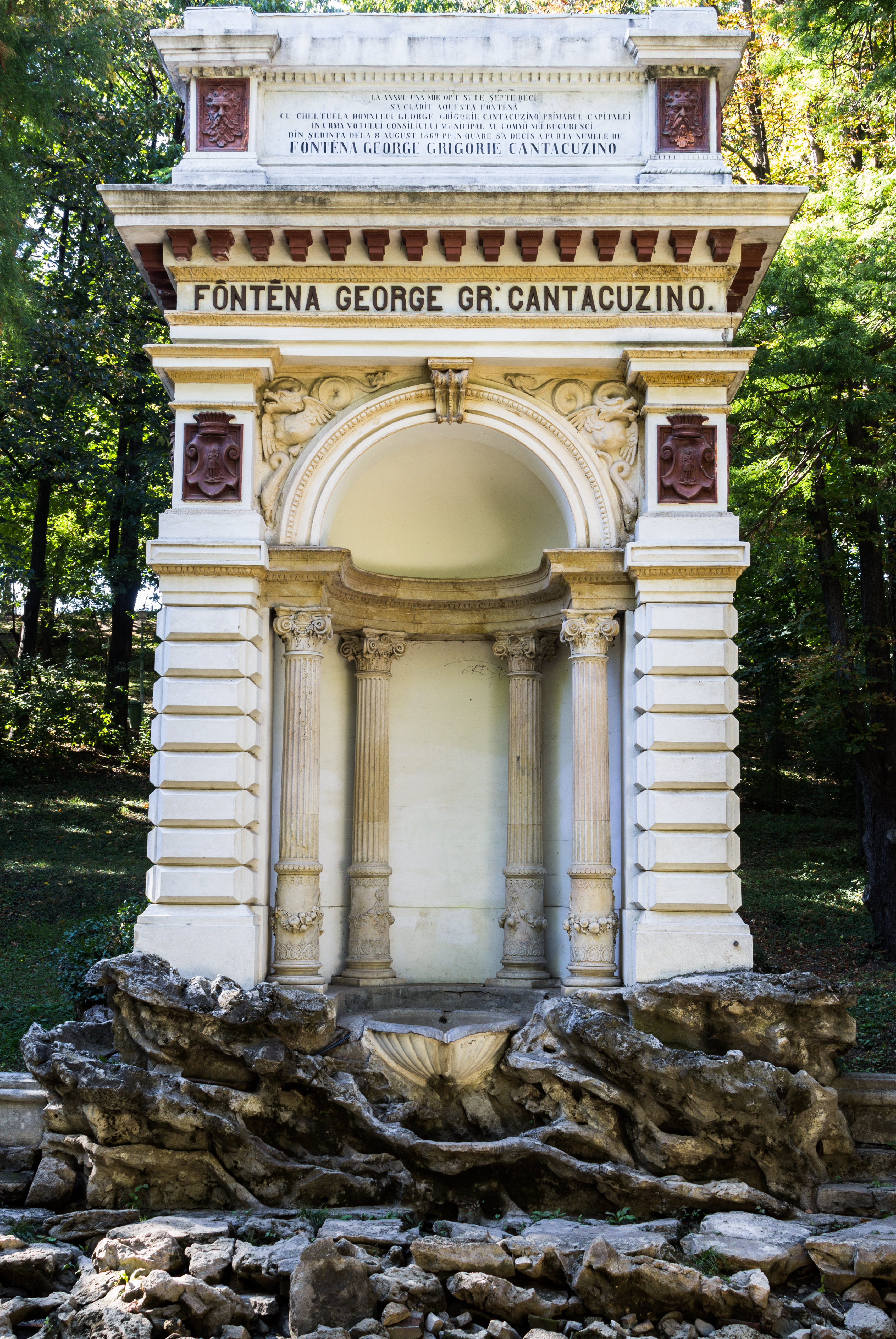
Font Gheorghe Grigore Cantacuzino
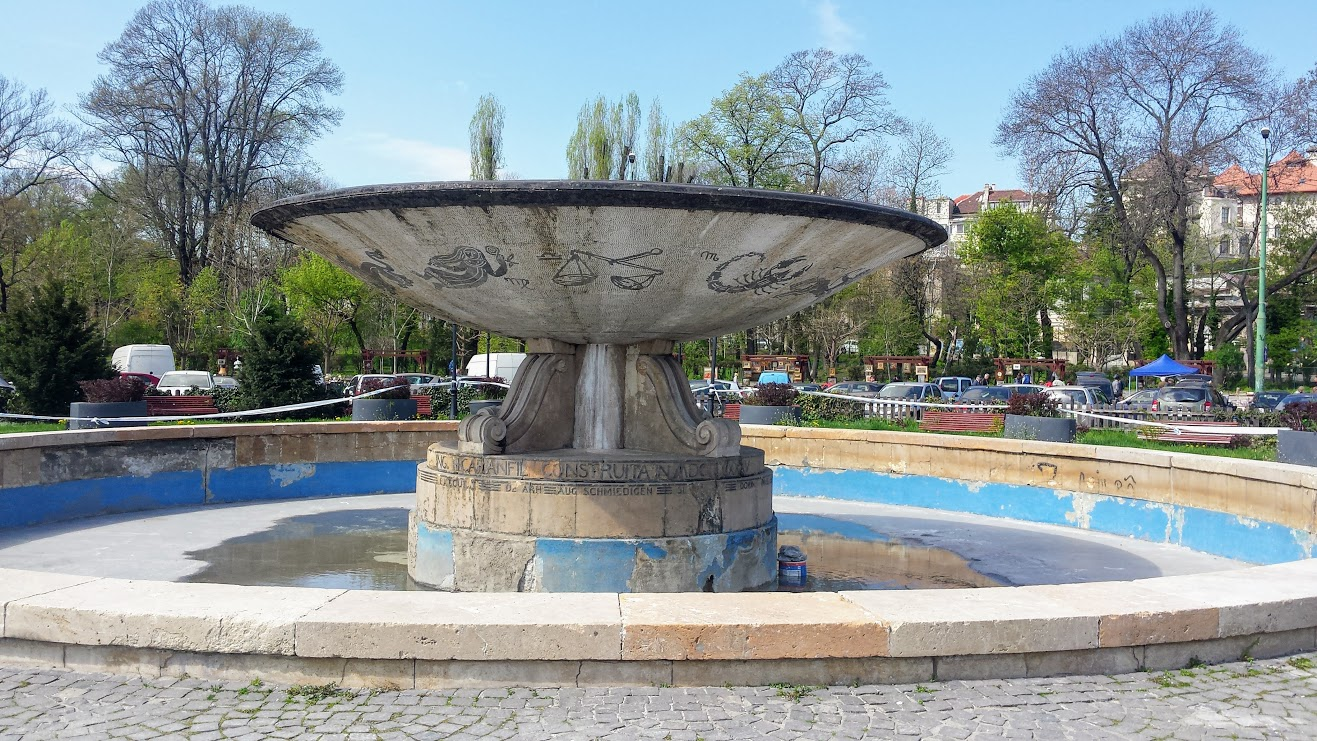
La font del zodíac custodia l'entrada del parc
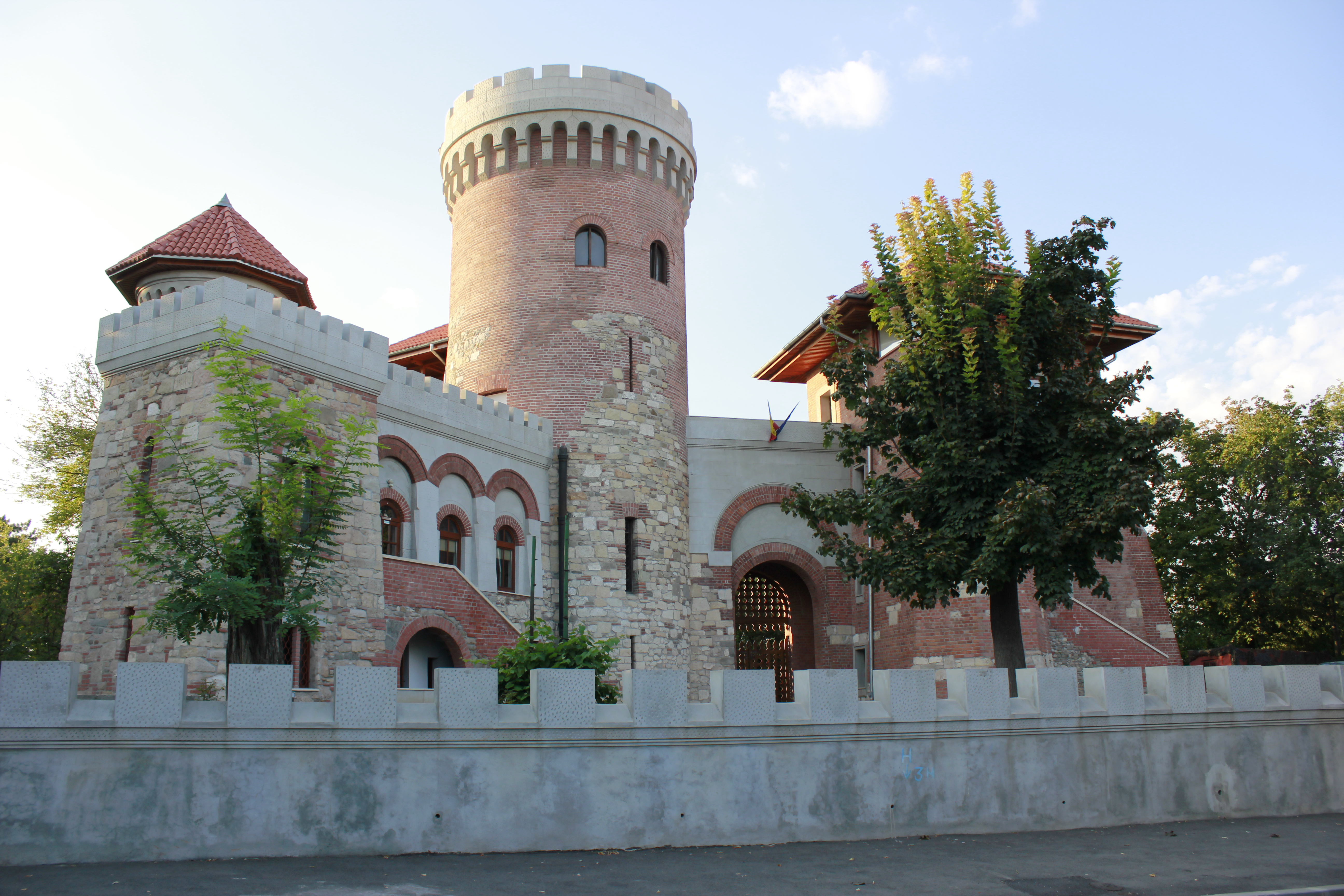
Castell de Țepeș al parc Carol
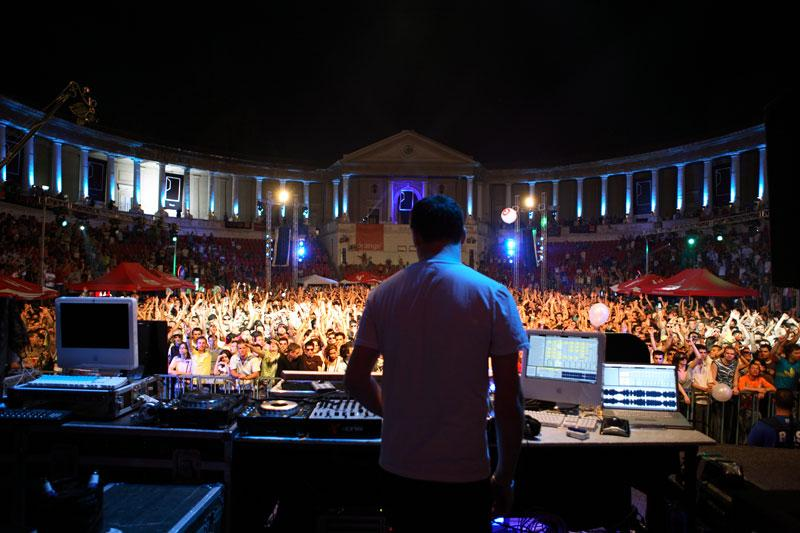
L'Arenele Romane
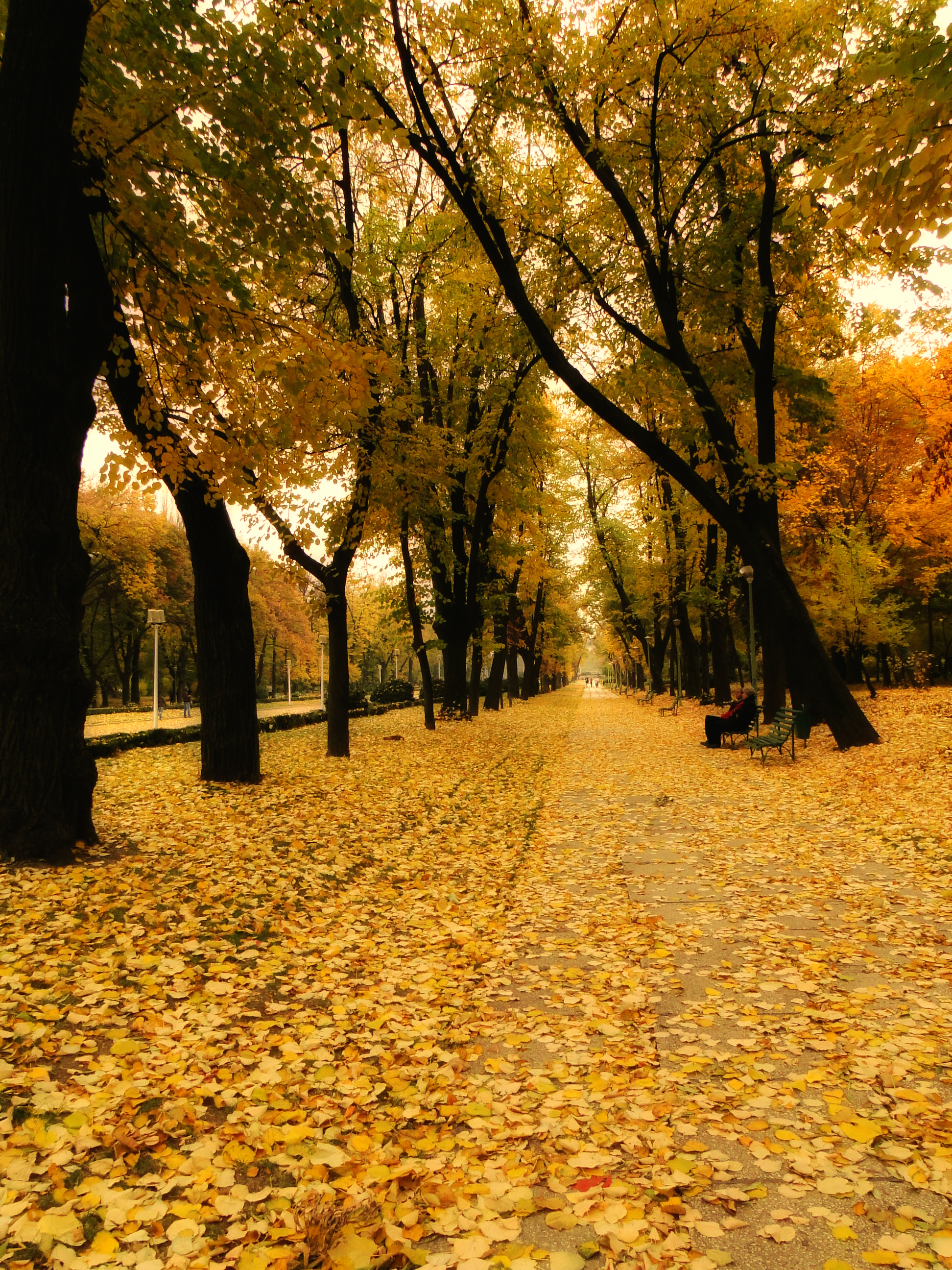
Carreró central del parc Carol al final de la tardor

## Polèmica
El parc va cridar l'atenció nacional l'any 2003 quan el govern romanès va acordar assignar 52.700 m ² a l'Església Ortodoxa Romanesa pel projecte "Catedral de la Redempció Nacional". La catedral, encara que popular (més no popular que popular) entre la ciutadania i recolzada pel govern, va aixecar crítiques perquè s'havia de col·locar al lloc del mausoleu.
Simbòlicament, la substitució del mausoleu per una església va ser vista per alguns com una eliminació de records dolorosos, semblant a l'eliminació d'altres estàtues i símbols comunistes. D'altra banda, es va argumentar que servia com a recordatori de la lluita de Romania per la democràcia. A més, l'edifici va ser vist com un monument arquitectònic i va atraure les protestes dels arquitectes romanesos. Des de llavors, el recinte de la catedral s'ha traslladat al costat del Palau del Parlament.